# Mundur wyjściowy Sił Powietrznych

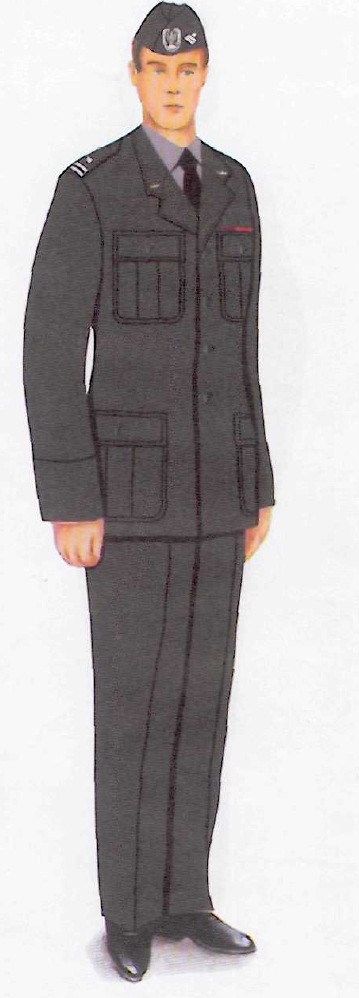
Umundurowanie wyjściowe Sił Powietrznych z furażerką

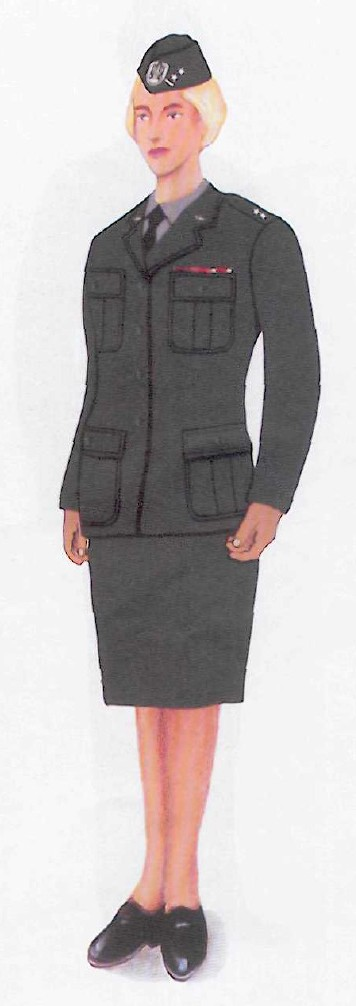
Umundurowanie wyjściowe żołnierza-kobiety Sił Powietrznych z furażerką i spódnicą

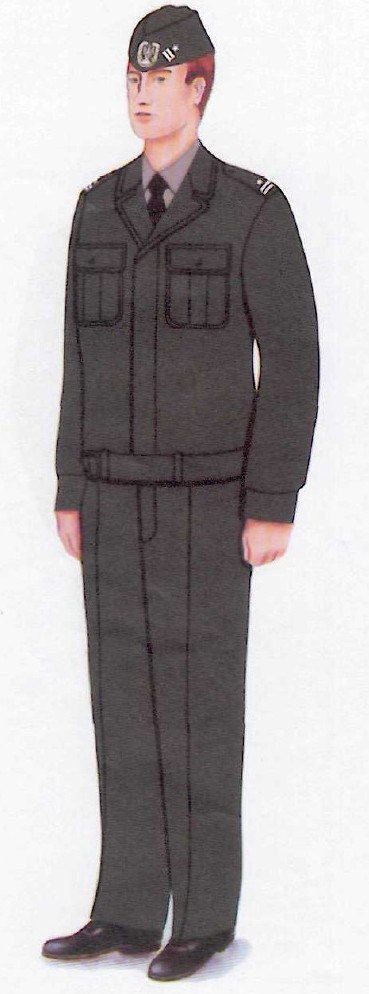
Ubiór wyjściowy żołnierza Sił Powietrznych z bluzą olimpijką i furażerką

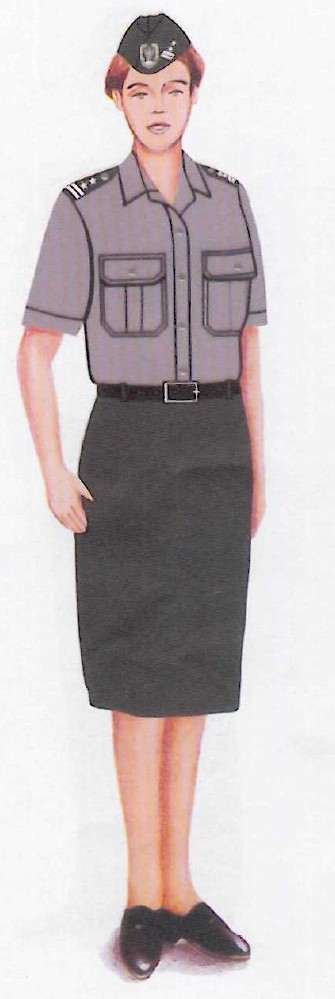
Umundurowanie wyjściowe żołnierza-kobiety Sił Powietrznych z koszulo-bluzą z krótkimi rękawami koloru stalowego, spódnicą i furażerką

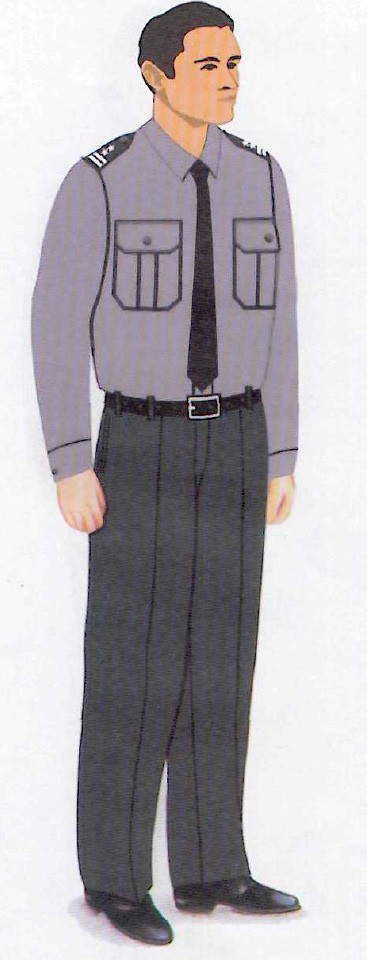
Umundurowanie wyjściowe żołnierza Sił Powietrznych z koszulo-bluzą z długimi rękawami koloru stalowego

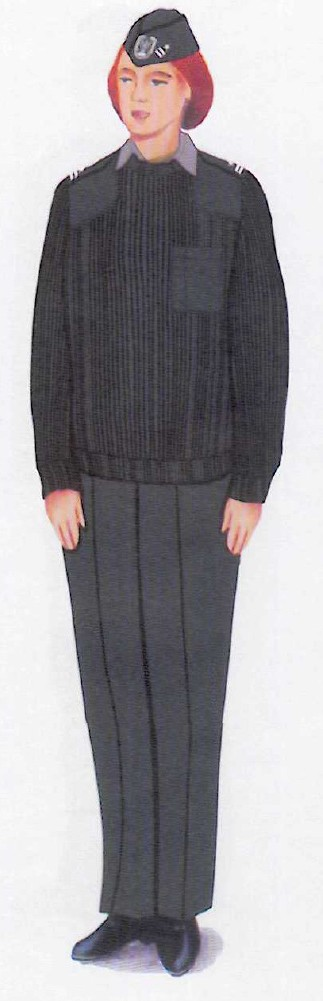
Umundurowanie wyjściowe żołnierza-kobiety Sił Powietrznych z furażerką i swetrem oficerskim

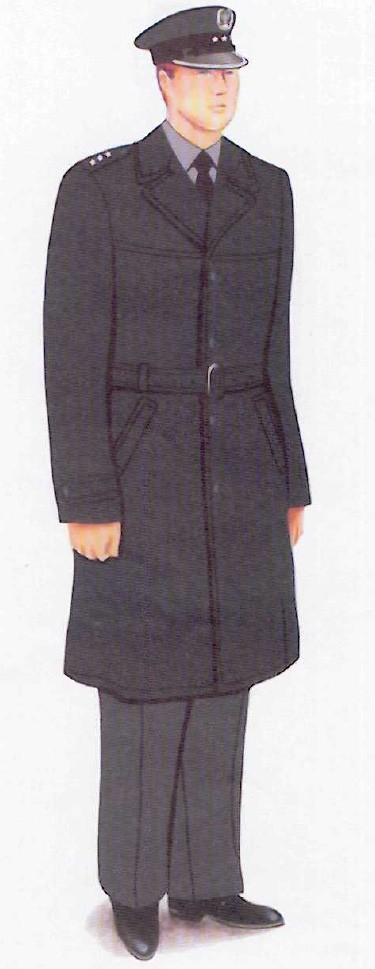
Umundurowanie wyjściowe żołnierza Sił Powietrznych z płaszczem letnim i czapką garnizonową

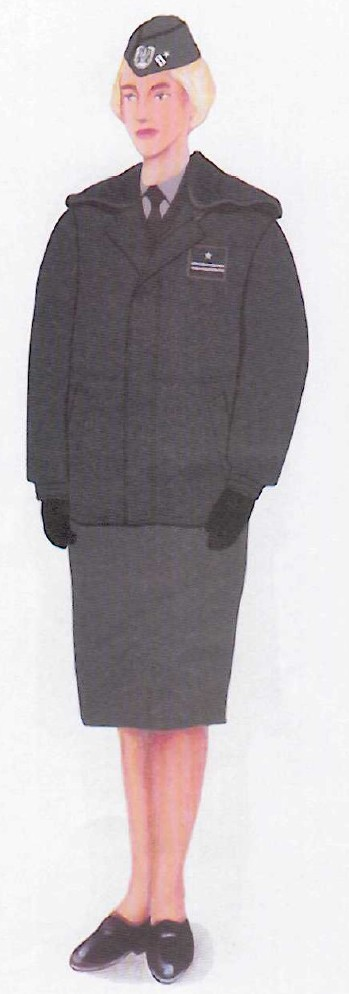
Umundurowanie wyjściowe żołnierza-kobiety Sił Powietrznych z furażerką, kurtką wyjściową i spódnicą

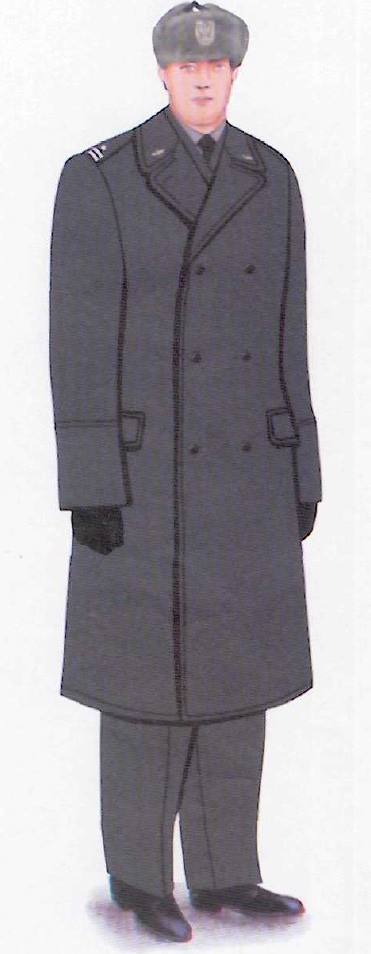
Umundurowanie wyjściowe żołnierza Sił Powietrznych z płaszczem sukiennym i czapką futrzaną

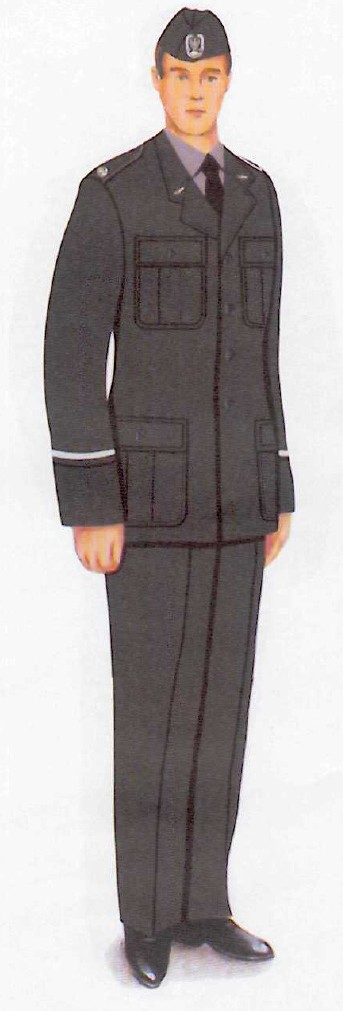
Umundurowanie wyjściowe podchorążego Sił Powietrznych

Mundur wyjściowy Sił Powietrznych – zbiór umundurowania wyjściowego obowiązujący aktualnie w Siłach Powietrznych Sił Zbrojnych RP.
Ubiór wyjściowy noszony jest podczas uroczystych wystąpień indywidualnych i zbiorowych oraz podczas wykonywania zadań służbowych na terenie garnizonu i wyjazdów służbowych, jeżeli z ich charakteru nie wynika konieczność występowania w innym ubiorze. W pozostałych przypadkach regulamin dozwala noszenie bluzy olimpijki, koszulo-bluzy, swetra oficerskiego lub wiatrówki.
Umundurowanie wyjściowe składa się z wielu sortów mundurowych. Wyróżniamy w sumie 14 zestawów przeznaczonych dla mężczyzn (5 na lato i 9 na zimę). Oraz 12 dla kobiet (6 letnich i 6 zimowych).

## Elementy umundurowania wyjściowego

### Nakrycia głowy
Czapka garnizonowa jest w kolorze stalowym. Otok barwy czarnej. Wyróżniamy kilka rodzajów czapek garnizonowych: dla szeregowych i podoficerów, dla oficerów młodszych, dla oficerów starszych i dla generałów. Wariant dla oficerów młodszych posiada naszyty na całym łuku daszka tuż przy jego krawędzi jeden galon, wersja dla oficerów starszych natomiast posiada dwa galony. Czapki generalskie posiadają dwa galony oraz wężyk generalski na otoku. Na wszystkich rodzajach umieszczony jest orzeł Sił Powietrznych haftowany srebrzystym bajorkiem na podkładce barwy czarnej. Korona, dziób i szpony haftowane bajorkiem złocistym.
Furażerka jest drugim rodzajem wyjściowego nakrycia głowy Sił Powietrznych. Również jest koloru stalowego. Z przodu umieszczony znak orła Sił Powietrznych wykonany metodą termonadruku. Ponadto furażerka jest podstawowym nakryciem wyjściowym kobiet-żołnierzy.
Czapka futrzana jest wojskową wersją uszanki. Przeznaczona jest na okres zimowy. Wyróżniamy dwa rodzaje czapek futrzanych: zwykłą oraz oficerską. Różnica polega na innym kolorze „futerka”. Na czapce futrzanej umieszcza się metalowy znak orła Sił Powietrznych.

### Koszule
Koszula oficerska koloru białego i Koszula oficerska koloru stalowego zapinane są na 7 guzików. Koszule posiadają długi rękaw z mankietem zapinanym na guzik lub spinkę. Szwy barkowe skierowane są nieco ku przodowi. Dół koszuli zaokrąglony.
Koszulo-bluza z krótkimi rękawami koloru białego i Koszulo-bluza oficerska z krótkimi rękawami koloru stalowego zapinane są z przodu na 7 guzików. Na szwach barkowych skierowanych w przód umieszczono dwa guziki pozwalające na zamocowanie naramienników z oznaczeniem stopnia. Z przodu u góry naszyte dwie kieszenie zapinane na guzik.
Koszulo-bluza oficerska z długimi rękawami koloru białego i Koszulo-bluza oficerska z długimi rękawami koloru stalowego mają podobną konstrukcję do koszulo-bluzy z krótkimi rękawami. Zasadniczą różnicą są długie rękawy zakończone mankietami zapinanymi na guziki.
Koszula oficerska damska koloru białego i Koszula oficerska damska koloru stalowego zapinane są na 7 guzików na damską stronę. Koszule posiadają długi rękaw z mankietem zapinanym na guzik lub spinkę. Szwy barkowe skierowane są nieco ku przodowi. Dół koszuli zaokrąglony. Krój koszuli dopasowany jest do kobiecej sylwetki.
Koszulo-bluza oficerska damska z krótkimi rękawami koloru białego i Koszulo-bluza oficerska damska z krótkimi rękawami koloru stalowego zapinane są z przodu na 7 guzików na damską stronę. Na szwach barkowych skierowanych w przód umieszczono dwa guziki pozwalające na zamocowanie naramienników z oznaczeniem stopnia. Z przodu u góry naszyte dwie kieszenie zapinane na guzik. Krój koszulo-bluzy dopasowany jest do kobiecej sylwetki.
Koszulo-bluza oficerska damska z długimi rękawami koloru białego i Koszulo-bluza oficerska damska z długimi rękawami koloru stalowego mają podobną konstrukcję do koszulo-bluzy z krótkimi rękawami. Zasadniczą różnicą są długie rękawy zakończone mankietami zapinanymi na guziki. Krój koszulo-bluzy dopasowany jest do kobiecej sylwetki.

### Bluzy i spodnie
Kurtka i spodnie munduru wyjściowego wykonane są z garbaryny mundurowej w kolorze stalowym. Kurtka jednorzędowa z wykładanym kołnierzem i wyłogami, zapinana na cztery guziki. Z przodu umieszczono cztery kieszenie. Kurtka ponadto posiada naramienniki. Na guzikach umieszczono znak orła Sił Powietrznych. Spodnie długie, bez mankietów zwężane ku dołowi.
Kurtka i spodnie munduru wyjściowego letniego wykonane są z tropiku mundurowego w kolorze stalowym. Krój taki jak przy umundurowaniu wyjściowym zwykłym.
Kurtka i spodnie munduru wyjściowego damskiego (ze spódnicą) wykonane są z garbaryny mundurowej w kolorze stalowym. Krój umundurowania dopasowany jest do damskiej figury. Kurtka jednorzędowa z wykładanym kołnierzem i wyłogami, zapinana na cztery guziki na damską stronę. Z przodu umieszczono cztery kieszenie. Kurtka ponadto posiada naramienniki. Na guzikach umieszczono znak orła Sił Powietrznych. Spodnie długie, bez mankietów zwężane ku dołowi. Długość spódnicy - do kolan. Z boku umieszczono zamek błyskawiczny.
Kurtka i spodnie munduru letniego damskiego (ze spódnicą) wykonane są z tropiku mundurowego w kolorze stalowym. Krój taki jak przy umundurowaniu wyjściowym damskim.
Bluza olimpijka wykonana jest z garbaryny mundurowej w kolorze stalowym. Zapinana jest na pięć krytych guzików, kołnierz i wyłogi wykładane. Z przodu umieszczono dwie kieszenie. Na szwach barkowych umieszczono naramienniki zapinane na guzik. Do dołu doszyty pasek, zapinany na klamrę. Występuje też wersja dla kobiet o kroju bardziej dopasowanym do kobiecej sylwetki.
Sweter oficerski wykonany jest z dzianiny wełnianej w kolorze stalowym. Posiada wzmocnienia na rękawach i łokciach oraz naramienniki.

### Nakrycia wierzchnie
Wiatrówka oficerska wykonana jest z tropiku wiatrówkowego w kolorze stalowym. Wiatrówka jest jednorzędowa z naramiennikami, zapinana na guziki (niekryte), posiada kołnierz wykładany. Na wysokości piersi naszyte są dwie kieszenie zapinane na guzik. Dół wiatrówki wykończono paskiem podobnym jak w olimpijce.
Płaszcz sukienny wykonany jest z tkaniny płaszczowej w kolorze stalowym. Jest to płaszcz dwurzędowy zapinany z przodu na trzy guziki z godłem. Płaszcz po bokach posiada dwie kieszenie oraz jedną wewnętrzną w podszewce Płaszcz jest poszerzony na ramionach i w pasie wcięty. Naramienniki umieszczono na ramionach nieco ku przodowi. W tali wszyty pasek zapinany na dziurki i dwa guziki mundurowe z orłem. Płaszcz ocieplony jest watoliną. Opracowano też wersję płaszcza przeznaczoną dla kobiet.
Płaszcz letni wykonany jest z tkaniny w kolorze granatowym. Zapinany jest na cztery duże guziki. Posiada dwie kieszenie skośne oraz pasek zapinany na klamrę z bolcem. Na szwach barkowych umieszczono naramienniki. Płaszcz ocieplony podpinką mocowaną do płaszcza guzikami. Ponadto istnieje wersja dla kobiet-żołnierzy o kroju bardziej dopasowanym do kobiecej sylwetki.
Kurtka wyjściowa z podpinką (popularnie Szu-szu) wykonana jest z tkaniny PES w kolorze czarnym. Kurtka posiada wszyty na stałe ocieplacz w kolorze czarnym. Dół ściągnięty jest na bokach taśmą gumową. Do podkroju szyi wszyty jest kaptur. Podpinka z kołnierzem futrzanym dopinana jest do kurtki zamkiem błyskawicznym.
Kurtka wiatrówka to lekka kurtka przeciwdeszczowa wykonana z poliestru w kolorze czarnym.

### Akcesoria
Krawat w kolorze czarnym.
Szalik letni wykonany z tkaniny w kolorze białym.
Szalik zimowy wykonany z tkaniny w kolorze stalowym.
Rękawiczki oficerskie letnie i Rękawiczki oficerskie zimowe wykonane są ze skóry naturalnej (cielęcej) w kolorze czarnym.
Skarpetki – koloru czarnego.
Pasek skórzany oficerski wykonany z czarnej, naturalnej skóry.
Pończochy lub rajstopy w kolorze cielistym. Przeznaczone wyłącznie dla żołnierzy-kobiet.

### Obuwie
Półbuty wykonane są z czarnej, naturalnej skóry. Przeznaczone wyłącznie dla żołnierzy-mężczyzn.
Botki zimowe oficerskie wykonane są z czarnej, naturalnej skóry licowej. Z boku but posiada zamek błyskawiczny pomocny przy zakładaniu. Jako ocieplenie zastosowano włókninę ocieplającą Thinsulate.
Półbuty damskie wykonane są z czarnej, naturalnej skóry. Jest to obuwie typu czółenko. Przeznaczone wyłącznie dla żołnierzy-kobiet.
Półbuty damskie do spodni wykonane z licowej skóry bydlęcej w kolorze czarnym. Jest to obuwie wsuwane z niską cholewką. Przeznaczone wyłącznie dla żołnierzy-kobiet.
Półbuty damskie galowe wykonane są z czarnej, naturalnej skóry. Jest to obuwie typu czółenko. Przeznaczone do noszenia wraz z mundurem wyjściowym lub galowym. Przeznaczone wyłącznie dla żołnierzy-kobiet.
Kozaki damskie wykonane są z czarnej, naturalnej skóry bydlęcej. W środku posiadają wyściółkę wykonaną z tkaniny ocieplającej. Dla ułatwienia wkładania, z boku umieszczony jest zamek błyskawiczny. Przeznaczone do noszenia wraz z mundurem wyjściowym lub galowym w okresie jesienno-zimowym. Przeznaczone wyłącznie dla żołnierzy-kobiet.

## Zestawy przeznaczone dla mężczyzn

### Zestaw 1 (zima)
W skład zestawu wchodzi:
- Czapka garnizonowa[w][x]
- Kurtka munduru wyjściowego
- Spodnie munduru wyjściowego
- Koszula oficerska
- Krawat
- Płaszcz sukienny
- Szalik zimowy
- Rękawiczki oficerskie
- Półbuty[y]
- Skarpetki

### Zestaw 2 (zima)
W skład zestawu wchodzi:
- Czapka garnizonowa[w][x]
- Kurtka munduru wyjściowego
- Spodnie munduru wyjściowego
- Koszula oficerska
- Krawat
- Półbuty[y]
- Skarpetki

### Zestaw 3 (zima)
W skład zestawu wchodzi:
- Czapka garnizonowa[w][x]
- Kurtka munduru wyjściowego
- Spodnie munduru wyjściowego
- Kurtka wyjściowa
- Szalik zimowy
- Koszula oficerska
- Krawat
- Rękawiczki oficerskie
- Półbuty[y]
- Skarpetki

### Zestaw 4 (zima)
W skład zestawu wchodzi:
- Furażerka[x]
- Spodnie munduru wyjściowego
- Bluza olimpijka
- Kurtka wyjściowa
- Szalik zimowy
- Koszula oficerska
- Krawat
- Rękawiczki oficerskie
- Półbuty[y]
- Skarpetki

### Zestaw 5 (zima)
W skład zestawu wchodzi:
- Furażerka[x]
- Spodnie munduru wyjściowego
- Kurtka wyjściowa
- Sweter oficerski
- Szalik zimowy
- Koszula oficerska
- Rękawiczki oficerskie
- Półbuty[y]
- Skarpetki

### Zestaw 6 (lato)
W skład zestawu wchodzi:
- Czapka garnizonowa
- Spodnie munduru wyjściowego letniego
- Kurtka munduru wyjściowego letniego
- Płaszcz letni[z]
- Szalik letni
- Koszula oficerska
- Krawat
- Rękawiczki oficerskie
- Półbuty
- Skarpetki

### Zestaw 7 (lato)
W skład zestawu wchodzi:
- Czapka garnizonowa
- Spodnie munduru wyjściowego letniego
- Kurtka munduru wyjściowego letniego
- Kurtka wiatrówka
- Koszula oficerska
- Krawat
- Półbuty
- Skarpetki

### Zestaw 8 (lato)
W skład zestawu wchodzi:
- Czapka garnizonowa
- Spodnie munduru wyjściowego letniego
- Kurtka munduru wyjściowego letniego
- Kurtka wyjściowa[aa]
- Szalik letni
- Koszula oficerska
- Krawat
- Rękawiczki oficerskie
- Półbuty
- Skarpetki

### Zestaw 9 (lato)
W skład zestawu wchodzi:
- Furażerka
- Bluza olimpijka
- Spodnie munduru wyjściowego letniego
- Kurtka wiatrówka
- Koszula oficerska
- Krawat
- Półbuty
- Skarpetki

### Zestaw 10 (lato)
W skład zestawu wchodzi:
- Czapka garnizonowa
- Bluza olimpijka
- Spodnie munduru wyjściowego letniego
- Kurtka wyjściowa[aa]
- Szalik letni
- Koszula oficerska
- Krawat
- Rękawiczki oficerskie
- Półbuty
- Skarpetki

### Zestaw 11 (lato)
W skład zestawu wchodzi:
- Furażerka
- Wiatrówka oficerska
- Spodnie munduru wyjściowego letniego
- Kurtka wiatrówka
- Półbuty
- Skarpetki

### Zestaw 12 (lato)
W skład zestawu wchodzi:
- Furażerka
- Spodnie munduru wyjściowego letniego
- Kurtka wiatrówka
- Koszulo-bluza oficerska z krótkimi rękawami lub długimi rękawami
- Półbuty
- Skarpetki
- Pasek skórzany oficerski

### Zestaw 13 (lato)
W skład zestawu wchodzi:
- Furażerka
- Spodnie munduru wyjściowego letniego
- Kurtka wiatrówka
- Sweter oficerski
- Koszula oficerska
- Półbuty
- Skarpetki

### Zestaw 14 (lato)
W skład zestawu wchodzi:
- Furażerka
- Spodnie munduru wyjściowego letniego
- Kurtka wyjściowa[aa]
- Sweter oficerski
- Koszula oficerska
- Półbuty
- Skarpetki

Ponadto regulamin dozwala noszenie kurtki wiatrówki w okresie letnim i przejściowym we wszystkich zestawach w zależności od warunków atmosferycznych lub zamiast kurtki wyjściowej. W okresie przejściowym i letnim zezwala się na noszenie kurtki wyjściowej lub płaszczu letniego z rękawiczkami i szalikiem lub bez (w zależności od warunków atmosferycznych).

## Zestawy przeznaczone dla kobiet

### Zestaw 1 (zima)
W skład zestawu wchodzi:
- Furażerka[x]
- Kurtka munduru wyjściowego damskiego
- Spódnica lub spodnie munduru wyjściowego damskiego
- Płaszcz sukienny damski
- Krawat
- Koszula oficerska damska
- Szalik zimowy
- Rękawiczki zimowe
- Pończochy lub rajstopy
- Pasek skórzany oficerski
- Półbuty damskie[ab]

### Zestaw 2 (zima)
W skład zestawu pierwszego wchodzi:
- Furażerka[x]
- Kurtka munduru wyjściowego damskiego
- Spódnica lub spodnie munduru wyjściowego damskiego
- Krawat
- Koszula oficerska damska
- Pończochy lub rajstopy
- Pasek skórzany oficerski
- Półbuty damskie[ab]

### Zestaw 3 (zima)
W skład zestawu pierwszego wchodzi:
- Furażerka[x]
- Kurtka munduru wyjściowego damskiego
- Spódnica lub spodnie munduru wyjściowego damskiego
- Kurtka wyjściowa
- Krawat
- Koszula oficerska damska
- Szalik zimowy
- Rękawiczki zimowe
- Pończochy lub rajstopy
- Pasek skórzany oficerski
- Półbuty damskie[ab]

### Zestaw 4 (zima)
W skład zestawu pierwszego wchodzi:
- Furażerka[x]
- Sweter oficerski
- Spódnica lub spodnie munduru wyjściowego damskiego
- Koszula oficerska damska
- Pończochy lub rajstopy
- Pasek skórzany oficerski
- Półbuty damskie[ab]

### Zestaw 5 (zima)
W skład zestawu pierwszego wchodzi:
- Furażerka[x]
- Bluza olimpijka
- Spódnica lub spodnie munduru wyjściowego damskiego
- Krawat
- Koszula oficerska damska
- Pończochy lub rajstopy
- Pasek skórzany oficerski
- Półbuty damskie[ab]

### Zestaw 6 (zima)
W skład zestawu pierwszego wchodzi:
- Furażerka[x]
- Bluza olimpijka
- Spódnica lub spodnie munduru wyjściowego damskiego
- Kurtka wyjściowa
- Krawat
- Koszula oficerska damska
- Szalik zimowy
- Rękawiczki zimowe
- Pończochy lub rajstopy
- Pasek skórzany oficerski
- Półbuty damskie[ab]

### Zestaw 7 (lato)
W skład zestawu pierwszego wchodzi:
- Furażerka
- Sweter oficerski
- Spódnica lub spodnie munduru wyjściowego damskiego
- Kurtka wyjściowa
- Koszula oficerska damska
- Szalik letni
- Rękawiczki letnie
- Pończochy lub rajstopy
- Pasek skórzany oficerski
- Półbuty damskie

### Zestaw 8 (lato)
W skład zestawu pierwszego wchodzi:
- Furażerka
- Kurtka munduru wyjściowego damskiego letniego
- Spódnica lub spodnie munduru wyjściowego damskiego letniego
- Płaszcz letni
- Koszula oficerska damska
- Krawat
- Szalik letni
- Rękawiczki letnie
- Pończochy lub rajstopy
- Pasek skórzany oficerski
- Półbuty damskie

### Zestaw 9 (lato)
W skład zestawu pierwszego wchodzi:
- Furażerka
- Kurtka munduru wyjściowego damskiego letniego
- Spódnica lub spodnie munduru wyjściowego damskiego letniego
- Koszula oficerska damska
- Krawat
- Pończochy lub rajstopy
- Pasek skórzany oficerski
- Półbuty damskie

### Zestaw 10 (lato)
W skład zestawu pierwszego wchodzi:
- Furażerka
- Bluza olimpijka
- Spódnica lub spodnie munduru wyjściowego damskiego letniego
- Koszula oficerska damska
- Krawat
- Pończochy lub rajstopy
- Pasek skórzany oficerski
- Półbuty damskie

### Zestaw 11 (lato)
W skład zestawu pierwszego wchodzi:
- Furażerka
- Bluza olimpijka
- Spódnica lub spodnie munduru wyjściowego damskiego letniego
- Kurtka wyjściowa[aa]
- Kurtka wiatrówka
- Koszula oficerska damska
- Krawat
- Szalik letni
- Rękawiczki letnie
- Pończochy lub rajstopy
- Pasek skórzany oficerski
- Półbuty damskie

### Zestaw 12 (lato)
W skład zestawu pierwszego wchodzi:
- Furażerka
- Spódnica lub spodnie munduru wyjściowego damskiego letniego
- Kurtka wiatrówka
- Koszulo-bluza oficerska damska z krótkimi lub długimi rękawami
- Wiatrówka oficerska[ac]
- Pończochy lub rajstopy
- Pasek skórzany oficerski
- Półbuty damskie

Ponadto regulamin dozwala noszenie kurtki wiatrówki w okresie letnim i przejściowym we wszystkich zestawach w zależności od warunków atmosferycznych lub zamiast kurtki wyjściowej.

## Zasady noszenia oznak wojskowych na umundurowaniu wyjściowym

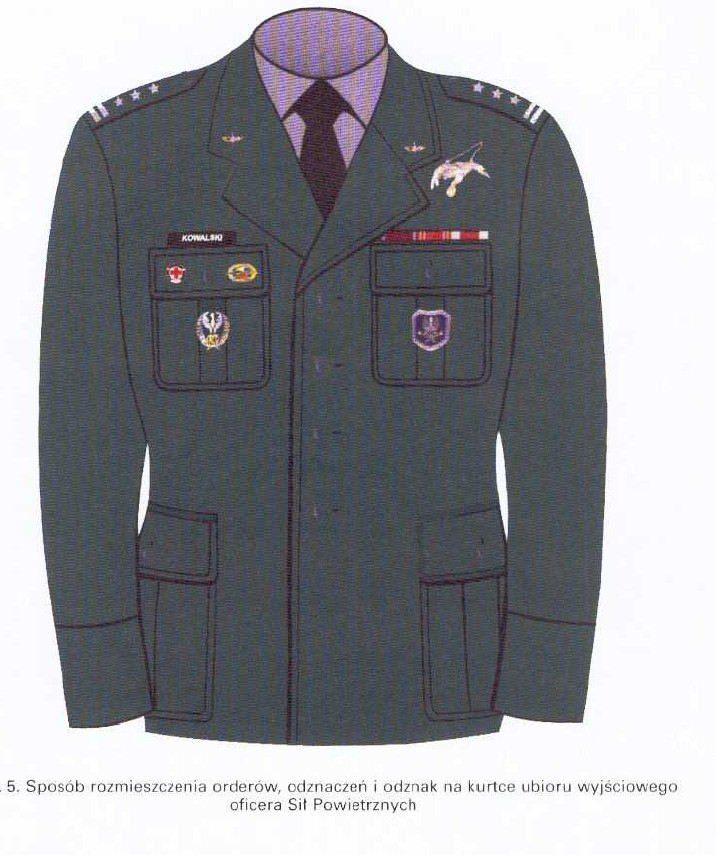
Sposób rozmieszczenia orderów, odznak i odznaczeń na kurtce munduru wyjściowego Sił Powietrznych - pułkownik

### Orły wojskowe
Na kołnierzu generalskich kurtek mundurowych oraz generalskiego płaszcza sukiennego umieszcza się znak orła generalskiego haftowanego srebrzystym bajorkiem. Korona, dziób i szpony haftowane są bajorkiem złocistym.
Natomiast na kołnierzu kurtek mundurowych oraz płaszcza sukiennego używanych przez Marszałka Polski umieszcza się znak orła Marszałka Polski haftowanego srebrzystym bajorkiem. Korona, dziób, szpony i głowice buław haftowane są bajorkiem złocistym.

### Oznaka przynależności państwowej
Na lewym rękawie ubiorów wyjściowych umieszcza się oznakę przynależności państwowej w postaci naszywki z godłem Rzeczypospolitej Polskiej (obowiązkowo podczas służby poza granicami kraju, w kraju opcjonalnie).

### Oznaki stopni wojskowych
Oznaki stopni wojskowych nosi się na naramiennikach:
- płaszczy sukiennych i letnich
- kurtek mundurów wyjściowych
- olimpijek
- wiatrówek
- koszulo-bluz
- swetrów

W formie naszywki w kształcie prostokąta na lewej piersi:
- kurtek wyjściowych z podpinką
- kurtek wiatrówkach

Ponadto oznaki stopni wojskowych w Siłach Powietrznych na umundurowaniu wyjściowym są barwy matowosrebrzystej.

### Oznaki korpusów osobowych

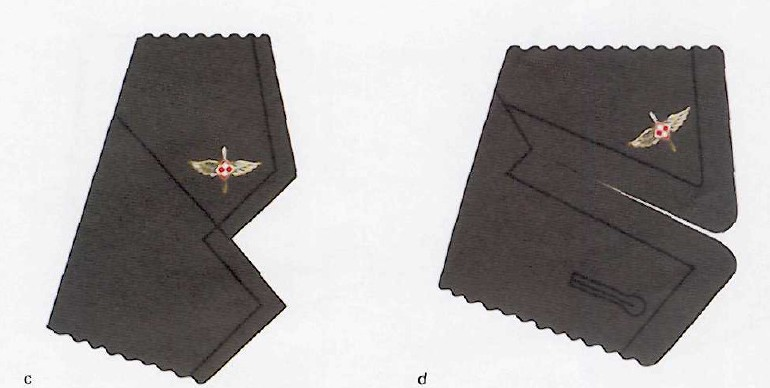
Sposób rozmieszczenia korpusówek na umundurowaniu wyjściowym Sił Powietrznych:
c. na kołnierzu kurtki mundurowej SP
d. na kołnierzu płaszcza sukiennego SP

Oznaki korpusów osobowych (tzw. korpusówki) nosi się na kołnierzach płaszczów oraz kurtek mundurowych. Generałowie oraz Marszałek Polski zamiast korpusówek noszą znaki orłów generalskich i Marszałka Polski.

### Oznaki szkolne
Podchorążowie wyższych szkół wojskowych na umundurowaniu wyjściowym noszą oznaki szkolne (oznaki „WSO” lub „WAT”) na naramiennikach. Ponadto naramienniki obszywa się dokoła sznurkiem plecionym koloru matowosrebrnego średnicy 3 mm. Oprócz tego na zewnętrznej części mankietów rękawów kurtki wyjściowej naszywa się taśmy koloru matowosrebrnego szerokości 16 mm, oznaczające rok nauki.
Elewi szkół podoficerskich na naramiennikach bluz olimpijek i koszulo-bluz umieszczają oznakę „SP”.

### Oznaki rozpoznawcze
Oznaki rozpoznawcze jednostki nosi się na lewym (w batalionie reprezentacyjnym
Wojska Polskiego na prawym) rękawie płaszczy sukiennych, kurtki munduru wyjściowego oraz bluz olimpijek.

### Oznaka identyfikacyjna z nazwiskiem
Oznakę identyfikacyjną z nazwiskiem nosi się nad klapką prawej górnej kieszeni kurtek mundurów wyjściowych. Na swetrze oficerskim oznakę identyfikacyjną nosi się po prawej stronie na środku na wysokości kieszeni.